# Grad Batestein
Grad Batestein (imenovan tudi Batenstein) je bil grad na reki Lek v mestu Vianen na Nizozemskem, na severozahodni strani mesta, ki se od leta 2002 nahaja v provinci Utrecht, pred tem v Južni Holandiji. Zgrajen je bil leta 1371. Do danes so se ohranila le grajska vrata »Hofpoort« kot ostanki gradu, ki je leta 1696 pogorel in bil nato porušen. Ta vrata zdaj tvorijo povezavo med Lekdijkom (tu imenovanim Langendijk) in Voorstraatom v središču Vianena.

## Zgodovina

### ‘Grad na krogli (na Bolu)’
Prvi gospodje Vianena so izhajali iz družine Beusichem.  Bili so ministeriali škofa v Utrechtu. Živeli so v gradu na Bolu (nizozemsko: Kasteel op de Bol), ki se nahaja 350 metrov južno od starega mesta Vianen. Sestavljen je bil iz nepravilnega osmerokotnika s premerom približno trideset metrov. Obdan je bil z jarkom in je imel stolp na jugozahodnem vogalu.
Danes od gradu na Bolu ni več kaj videti. Vendar pa so med letoma 1969 in 1971 potekala izkopavanja, med katerimi so odkrili ostanke. 

### Gajsbreht Vianenski
Gajsbrecht Vianenski je zapustil grad na Bolu. Okoli leta 1370 je naročil gradnjo gradu Batestein na severozahodnem koncu Vianena.  Gajsbreht je bil poročen z Beatris Egmontsko, znano tudi kot Beata ali Bate. Mogoče je ime Batestein izpeljano iz njenega imena.
Nad gradom je dominirala velika utrdba, imenovana tudi stolp svetega Pola. Gajsbreht je med bitko pri Baesweilerju leta 1371 ujel  grofa Saint Pola in ga zaprl v grad. Z odkupnino, ki jo je Gajsbreht prejel od grofa, je financiral gradnjo stolpa, ki je v zahvalo dobil ime po grofu. 

### Prihod Brederodskih
Leta 1414 je grad prišel v last Walravena I. Brederodskega (1370–1417) po poroki z Gajsbrehtovo vnukinjo Johano Vianensko.   Rodbina Brederodskih je bila med najpomembnejšimi plemiči na Nizozemskem. Imeli so visoke vojaške in politične položaje, služili so kot svetovalci in poveljniki ter imeli nazive, kot sta vikont Utrechta in grof Brederodski. Rodovni sedež rodbine je bil grad Brederode pri  Haarlemu.
Pod Henrikom II. Brederodskim (1531–1568) je grad doživel največji sijaj. Grad je prerasel v obsežen kompleks, ki je z več trakti obdajal grajski stolp. Urejen je bil tudi lep renesančni vrt.
Batestein je pridobil pomemben politični pomen, ko so se Geuzeni tukaj zbrali, da bi leta 1566 pripravili osnutek Kompromisa plemičev , ki ga je Henrik ponudil Margareti Parmski (1522–1586), guvernerki Nizozemske. Leta 1567 je Vianen padel v španske roke; mesto je bilo umičeno, posest Brederodskih pa zaplenjena.   Po osemdesetletni vojni je grad ponovno v lasti Brederodskih, ki so se borili na strani Stanov. 

### 17. stoletje
Johan Wolfert Brederodski (1599–1655) je propadajoči grad okoli leta 1630 obnovil in proti reki Lek uredil velike okrasne vrtove, ki so se zgledovali po vrtovih princa Mavricija Oranskega v Buitenhofu v Haagu. Dobro je znano kako so vrtovi izgledali, saj jih je leta 1624 na več slikah upodobil Jan van Goyen. Johan je bil feldmaršal  vojske Stanov in je imel dobre odnose z dvorom oranskih knezov. Leta 1619 se je poročil z Ano Joano Nassausko-Siegensko (1594–1636). Okoli 1630 do 1650 je dal grad polepšati v moderno rezidenco.  Grad je bil lepo opremljen, stene pa polepljene s tapiserijami in zlatimi tapetami. Par je v Vianenu sprejel številne goste, vključno s princem Friderikom Henrikom in njegovo ženo grofico Amalijo Solms-Braunfelško , grofi Nassauskimi in Solmskimi, vikontom Dohno in člani Stanov Holandije, ki so bili kraljevsko sprejeti. 
Z Wolfertom Brederodskim (1649–1679) je rod Brederodskih izumrl.  Sprva je posest pripadla družini von Dohna, leta 1687 pa jo je podedoval Simon Henrik, grof Lippejski (1649–1697), ki je bil poročen z Amalijo iz Dohna-Vianensko. 
V noči z 11. na 12. september 1696 je pisar na grajskem dvorišču zakuril ognjemet.  Ena ali več raket je priletelo skozi odprto okno. V kratkem času so grad zajeli plameni. Rešiti je bilo mogoče le najpomembnejše dokumente; velik del gradu je bil uničen. Čeprav je obstajala želja po obnovi gradu, se to zaradi pomanjkanja sredstev ni zgodilo. Težka finančna bremena so se nadaljevala in leta 1725 je Simon Henrik Adolf, grof Lippejski-Detmoldski (1694–1734) prodal grad Batestein in gospostvo Vianen Stanovom Holandije in Zahodne Frizije.  Grof je dal pohištvo poslati na svoj grad v Detmoldu , vključno s približno šestdesetimi slikami. 

### 18. stoletje do danes
V 18. stoletju je grad služil v različne namene, med drugim kot vojašnica in vojaška bolnišnica.   Stolp Saint-Pol je bil porušen leta 1771. 19. stoletje je gradu prineslo njegov konec. Rušenje tistega, kar je ostalo od gradu, se je začelo kmalu po letu 1828. Danes je ostalo le nekaj ostankov, kot sta Hofpoort iz okoli leta 1650 in črpalka iz leta 1648 na Hofpleinu. 
Bogata notranjščina in oprema, vključno s tapiserijami in slikami (inventar iz leta 1685 navaja 250 slik), sta se skozi čas razpršila in izgubila. Knezi iz Dohne so zbrali svojo dediščino v sobi Brederode, ki je obstajala v palači Schlobitten do njenega uničenja leta 1945. Poleg tega je nekaj slik iz Batesteina še vedno mogoče najti v gradu Braunfels , domu družine Solms-Braunfels .
Lokalna fundacija "Hof van Brederode Vianen" si prizadeva obnoviti del grajskih vrtov.  Občina je zemljišče za ta namen dala na razpolago leta 2019. Fundacija želi narediti natančno rekonstrukcijo na podlagi zgodovinskih posnetkov ter arheoloških in katastrskih virov. 

### Amaliastein
Okoli leta 1560 je dal Henrik Brederodski zgraditi podeželski dvorec za svojo ženo Amalijo iz Neuenahra (1539–1602), zahodno od Vianena: Amaliastein.  V 17. stoletju so bili tukaj pod vodstvom Johana Wolferta Brederodskega ustanovljeni pomembni vrtovi. Posestvo je bila zapuščeno okoli leta 1830.  Danes so ostali sončna ura, del gozda in zemljišče, obdano z jarkom.  Poleg tega obstajajo zemljevidi in risbe iz 17. in 18. stoletja. 
- Grad Batestein s stolpom Saint Pol na levi
- Pogled na vrtove s pogledom na Lek.
- Grad s stolpom Simpol v Vianenu.
- Zemljevid Vianena, delo Joana Blaeua iz leta 1649. Grad Batestein je na levi spodaj.
- Grad Batestein, risba Roelanta Roghmana
- Johan Wolfert Brederodski z gradom Batestein v ozadju
- Prihod Johana Wolferta Brederodskega v Vianen in grad Batestein
- Načrt gradu Batestein
- Grad Batestein
- Zemljevid Vianena iz  18. stoletja, Grad Batestein Amaliastein
- Amaliastein